# Parachiton shinyomaruae
Parachiton shinyomaruae är en blötdjursart som beskrevs av Saito 1996. Parachiton shinyomaruae ingår i släktet Parachiton och familjen Leptochitonidae. Inga underarter finns listade i Catalogue of Life.